# Prypjat (stad)
Prypjat (ukrainska: При́п'ять, Prýp'jat uttal (fil); ryska: При́пять, Prípjat; belarusiska: Пры́пяць, Prýpjats’) är en så kallad spökstad i norra Ukraina, nära gränsen till Belarus. Den övergavs år 1986 efter Tjernobylkatastrofen och hade innan den övergavs omkring 50 000 invånare. Prypjat existerar fortfarande som en administrativ enhet inom Kiev oblast. Staden ligger utefter floden med samma namn som avvattnar Pripjatträsken.

## Före olyckan

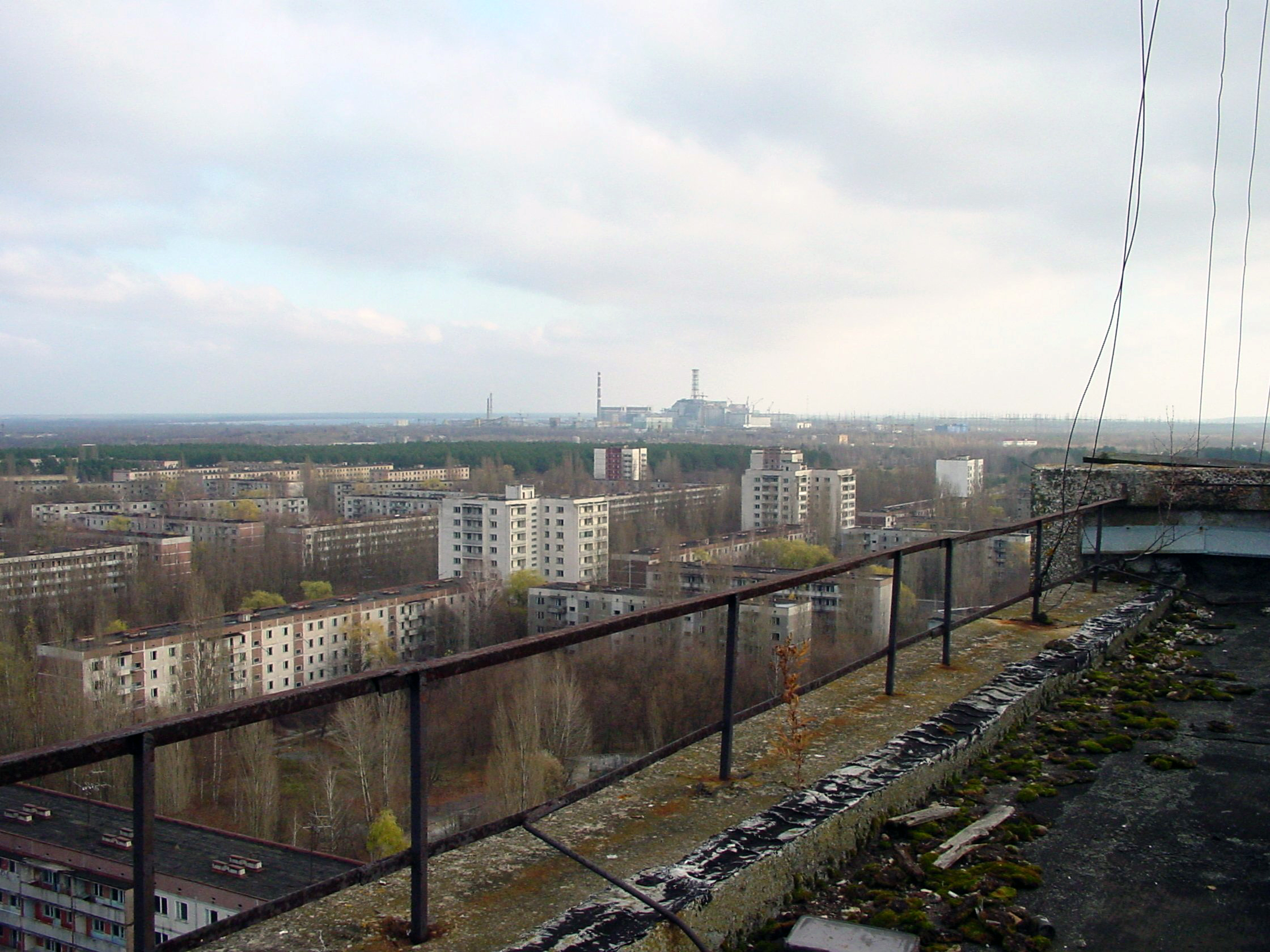
Vy över Prypjat med Tjernobyl-kraftverket i bakgrunden.

Prypjat grundlades i februari år 1970 i samband med starten av bygget av Tjernobyl-kärnkraftverket, och var före olyckan en öppen stad. Närheten till kärnkraftverket sågs inte som något problem, eftersom Sovjetunionen såg kärnkraftverk som säkrare än andra typer av kraftverk. Kärnkraftverk presenterades som ett tecken på vad sovjetisk ingenjörskap kunde uppnå. Talesättet "den fredliga atomen" (ryska: ми́рный а́том, mírnyj átom, ukrainska: ми́рний а́том, mýrnyj átom, belarusiska: мі́рны а́там, mírny átam) var populärt under eran. Ursprungligen skulle kraftverket byggas bara 25 kilometer från Kiev, men Ukrainas vetenskapsakademi uttryckte oro över att det skulle placeras så nära staden, så Prypjat och kraftverket byggdes omkring 100 kilometer därifrån istället.

## Efter olyckan
Fram till 2000-talets första decennium var staden i praktiken ett monument över Sovjet-erans slut. Bostäder, badplatser, sjukhus och alla andra byggnader övergavs, tillsammans med allt som fanns inuti, inklusive mat, leksaker, kläder, skivor och fotografier. De boende fick bara ta med sig dokument, böcker och kläder som inte kontaminerats.
Det finns uppgifter om att husen plundrades totalt i början av 2000-talet och att inget av värde lämnades kvar. Även saker som toalettstolar stals. Faktum är att så sent som 2010 fanns plundrare som stal värmeelement inne i husen och enligt uppgift från de statliga guiderna sker denna återkommande plundring med hjälp av de poliser/gränsbevakare som är satta att stoppa den. Eftersom husen inte underhålls läcker taken och på våren är rummen vattendränkta. Det växer sannolikt mögel i samtliga byggnader och det är inte ovanligt att hitta träd som växer på taken och även inuti husen. Även när radioaktiviteten minskat kraftigt så kommer husen vara helt obeboeliga. Förfallet av byggnader har nu tagit fart och en av skolbyggnaderna har börjat rasa. Detta förfall har gjort att guider som tidigare har tagit med turister in olika byggnader nu har förbjudits att göra det. Guiderna har blivit förvarnade om att det inom en snar framtid inte längre kommer att vara tillåtet att gå omkring i staden på grund av rasrisk. Hela staden kommer förmodligen att ligga i ruiner inom några decennier.
Strålningen domineras av isotopen cesium-137 som har en halveringstid på 30 år, vilket innebär att strålningen minskat till hälften efter 30 år, till en fjärdedel efter 60 år, en åttondedel efter 90 år, och en tusendel efter 300 år. År 2009 var dosraterna i Prypjat i allmänhet mellan 0,1 och 1,0 μSv/h motsvarande cirka 1–10 mSv/år vid ständig vistelse. Med antagande om att en "extra" dos på 1 mSv/år bedöms som acceptabel kommer återflyttning i vissa områden vara möjlig först efter cirka 100 år.
Djur rör sig i området och trivs, tack vare avsaknaden av människor. Guider hävdar att det finns både varg och vildsvin i staden. Det finns ännu ingen statistik som visar om djurens reproduktionsvanor eller livslängd har påverkats.
I början av 1986, kort efter katastrofen, började man ersätta Prypjat genom att påbörja bygget staden Slavutytj. I Slavutytj bor de arbetare som dagligen tågpendlar till kärnkraftverksområdet för olika arbeten. Denna tågresa går med transit genom Belarus.

## Säkerhet
Området omkring staden kontrolleras av poliskontroller men det är relativt enkelt att skaffa tillstånd för att ta sig dit med turistguide, som säkerställer att inget stjäls eller vandaliseras. På grund av strålningen kan det vara farligt att vistas i staden under en längre tid och därför bör man utrusta sig med en geigermätare för att hålla koll på strålningsexponeringen. Alla dörrar i alla byggnader är öppna för att minska strålningen och tidigare gick de flesta byggnader att besöka med guide. Numera är det dock inte tillåtet att gå in i alla byggnader. Guiderna jobbar i 15-dagarsperioder och en del bor då i staden Tjernobyl, som ligger ca. 15 km från kärnkraftverket och Prypjat och de är sedan lediga 15 dagar.

## Inom populärkultur
- Det svenska bandet Zavod har släppt en låt som heter "Pripyat" i albumet från 2012 "Industrial City".
- Två uppdrag i spelet Call of Duty 4: Modern Warfare utspelas i staden.
- Filmen från 2012 Chernobyl Diaries utspelas i staden Prypjat.[5]
- Filmen från 2013 A Good Day to Die Hard utspelas till viss del i Prypjat.
- HBO:s TV-serie Chernobyl från 2019 utspelar sig delvis i Prypjat, men är inspelade i närheten av Vilnius i Litauen.[6]
- Netflixfilmen Chernobyl 1986 från 2021 utspelar sig i staden Prypjat under och efter olyckan.

## Galleri

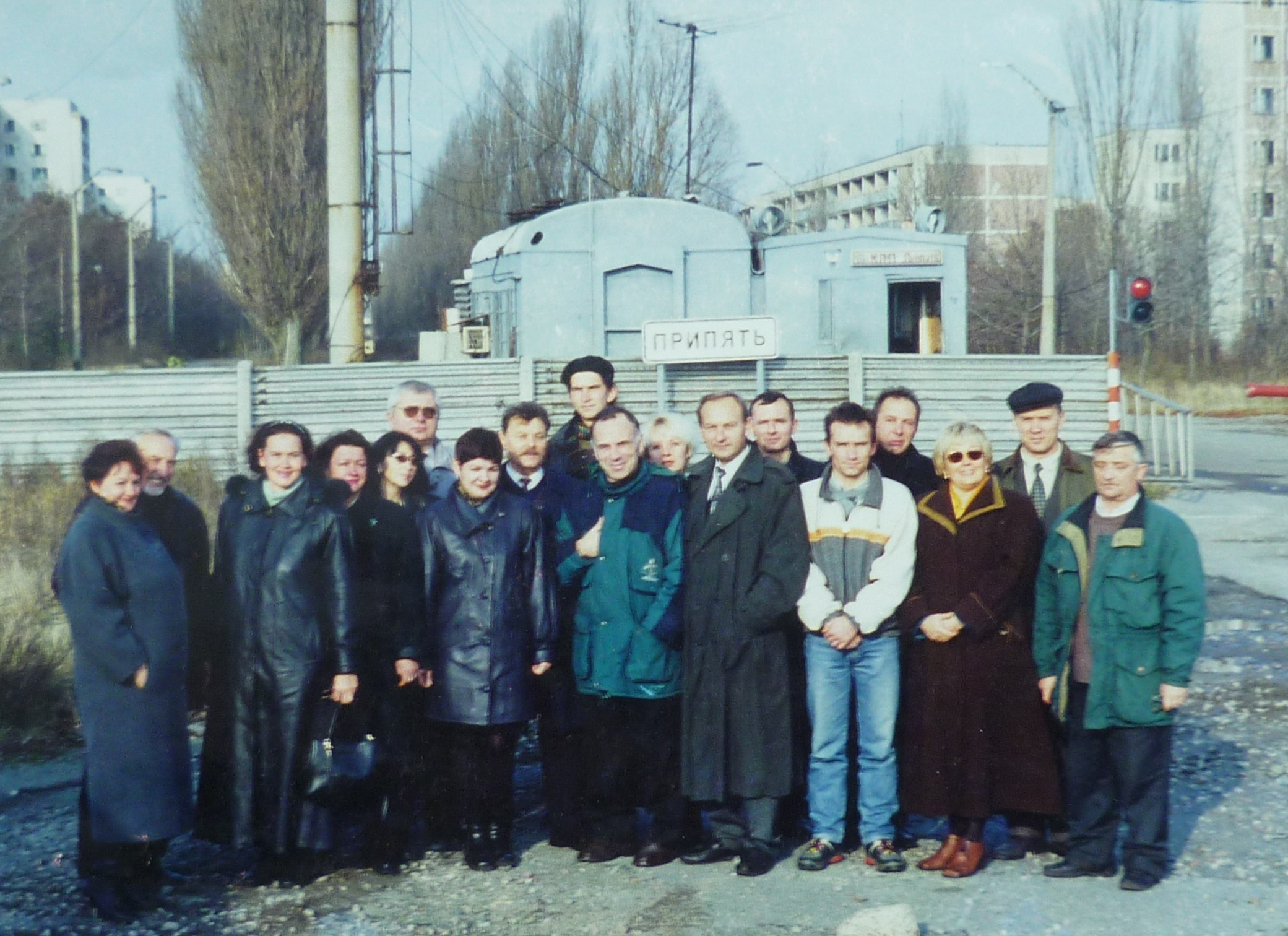
Besökare, 2000.
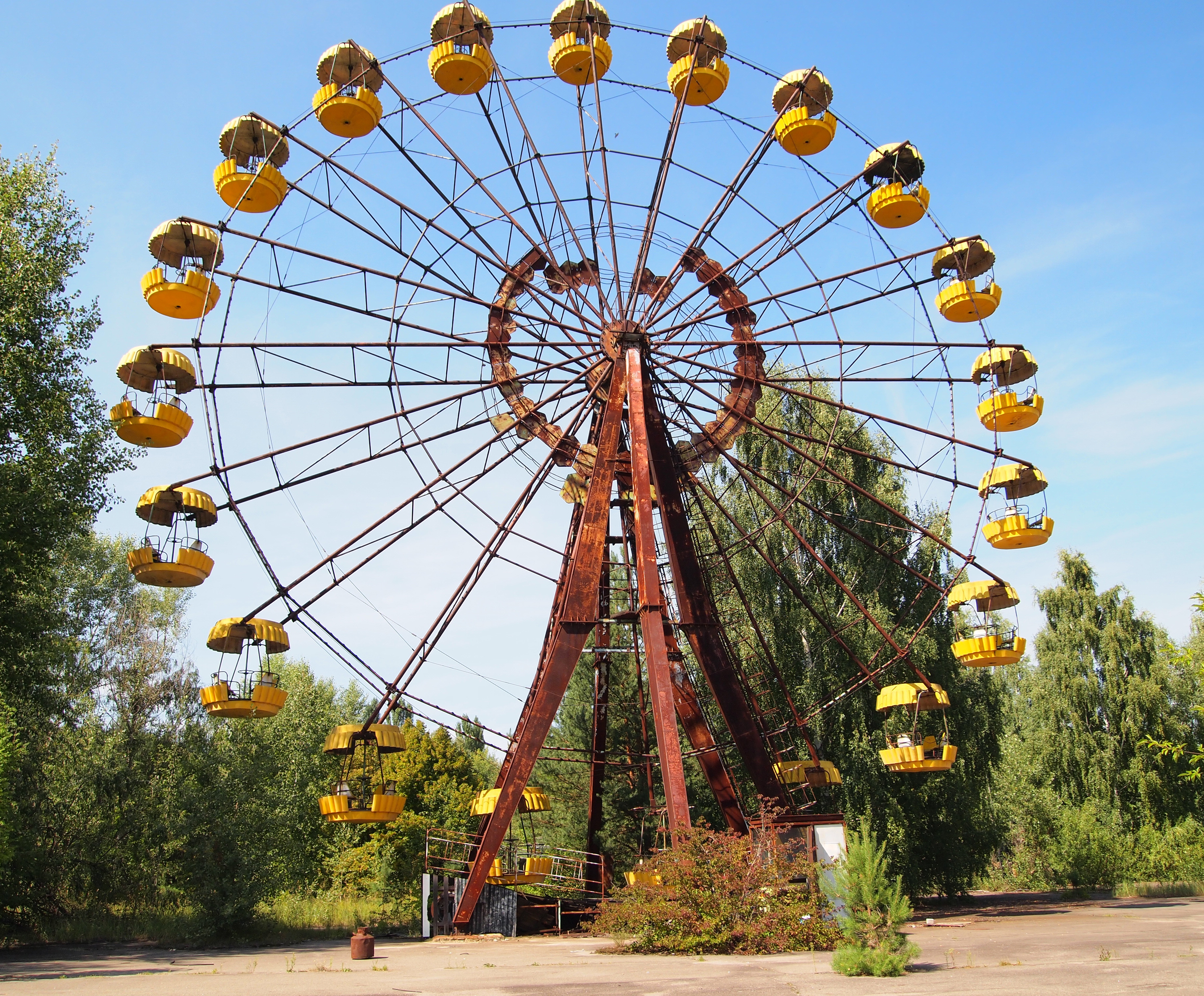
Pariserhjulet i Folkets Park.
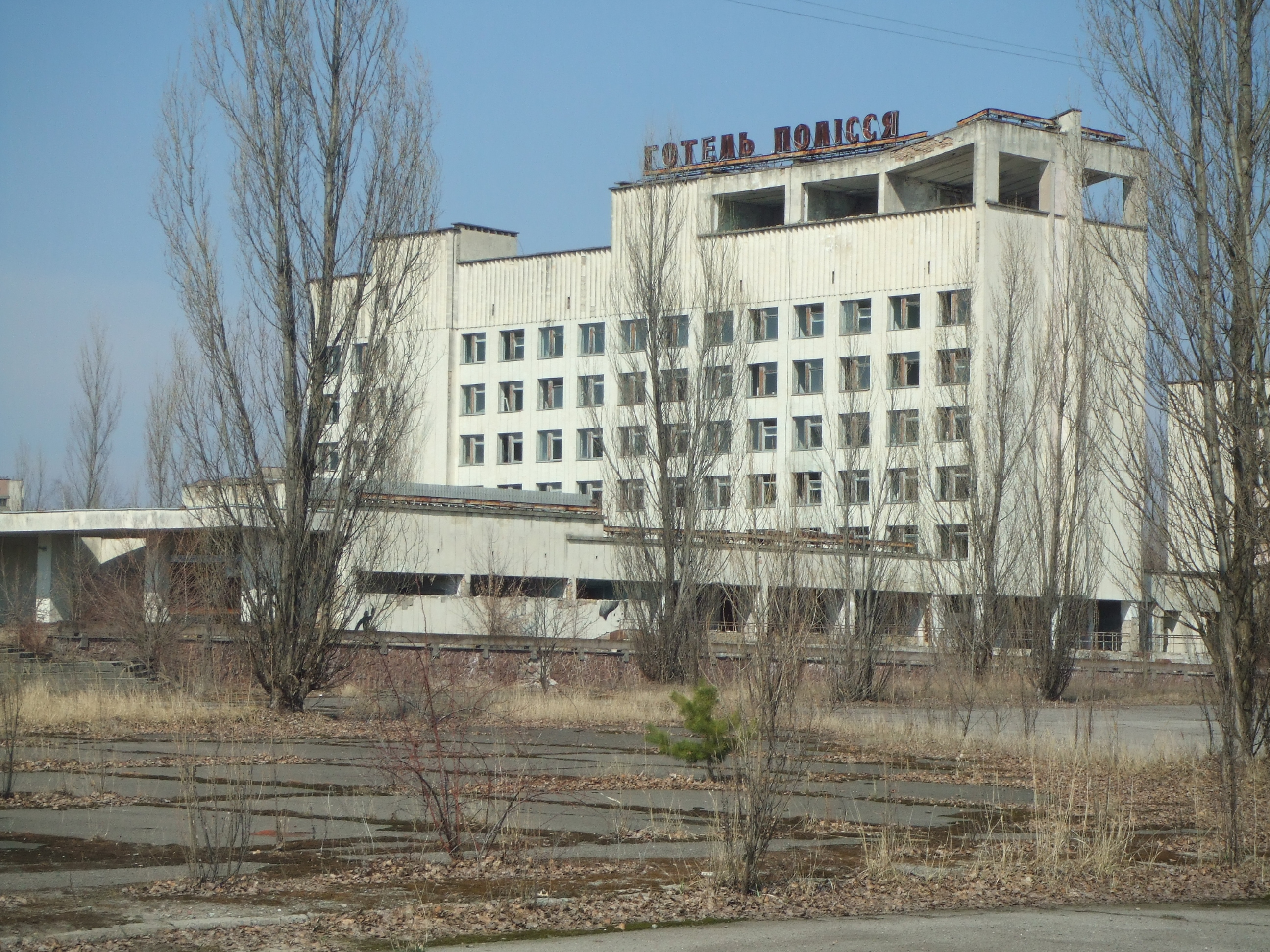
Hotell Polissya.
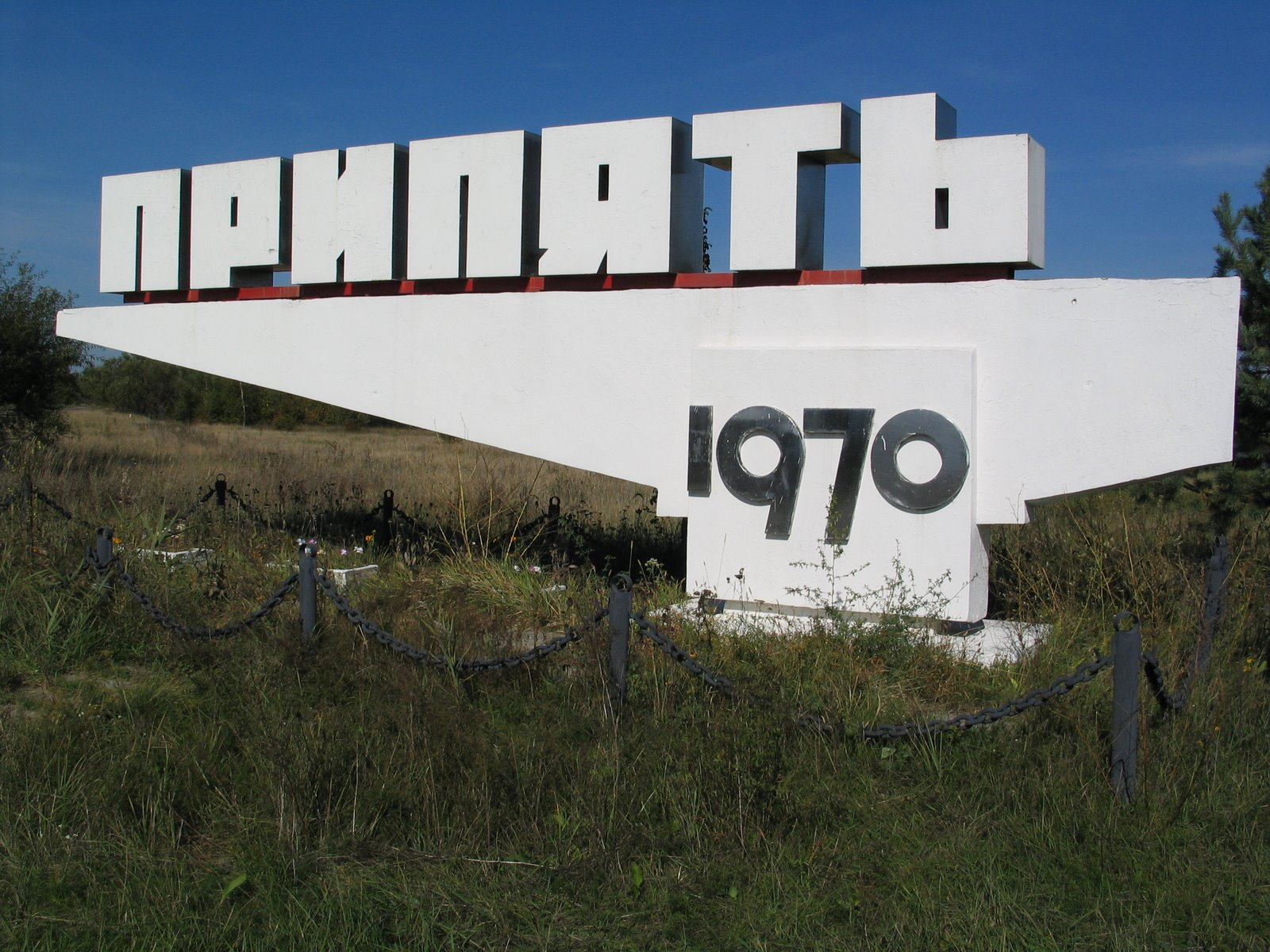
Stadsgränsen, 2010.
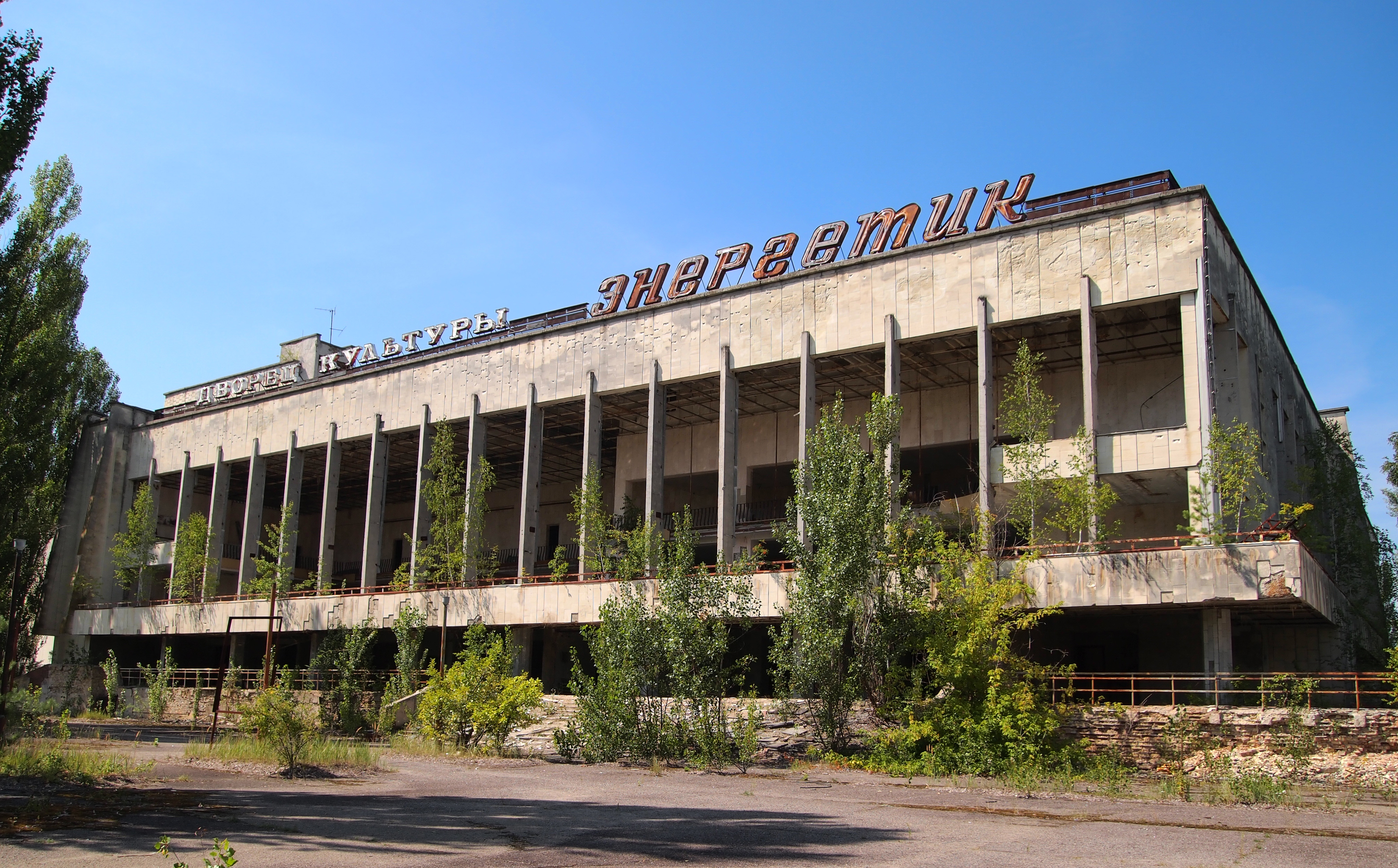
Kulturpalatset.
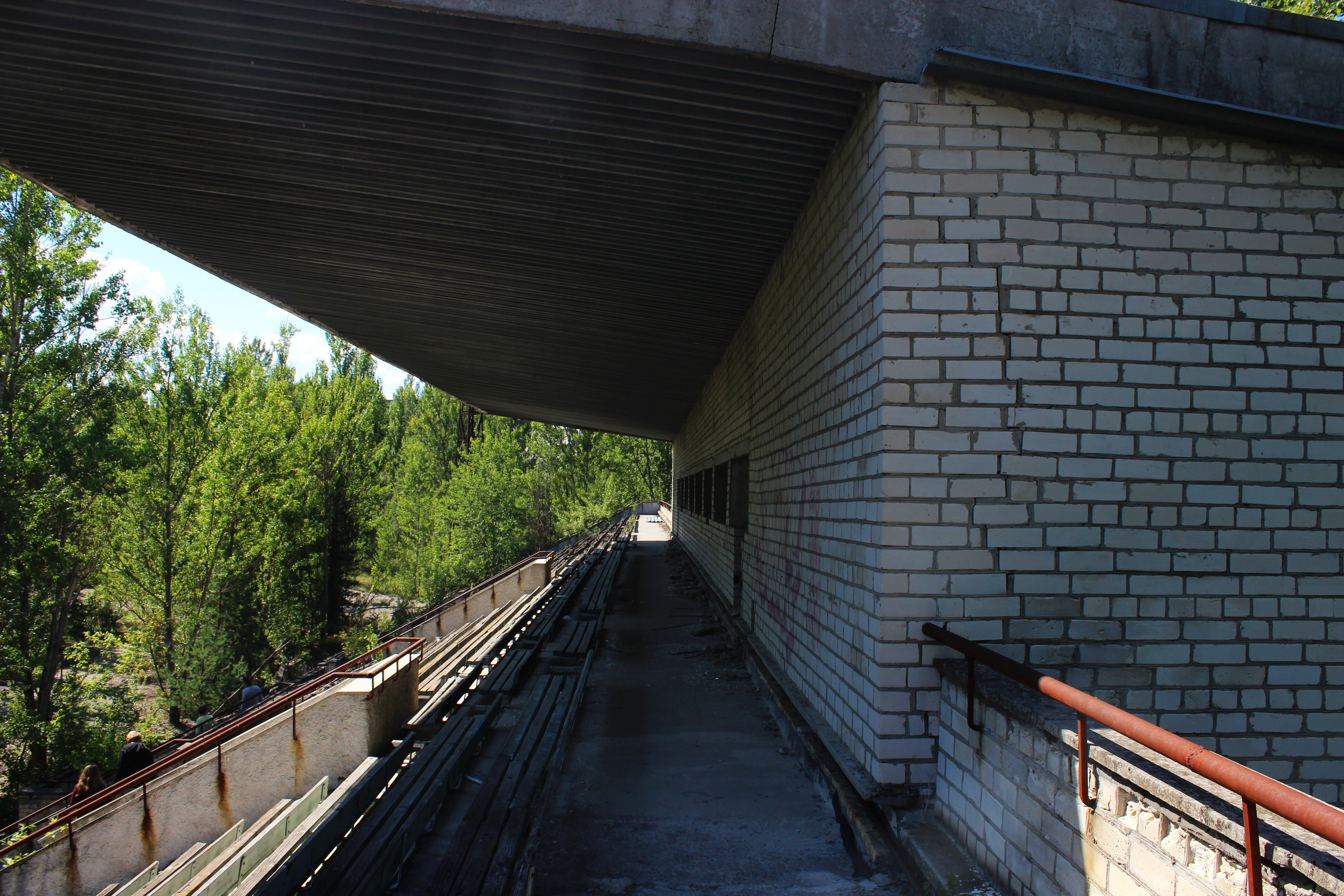
Läktare vid fotbollsstadion.
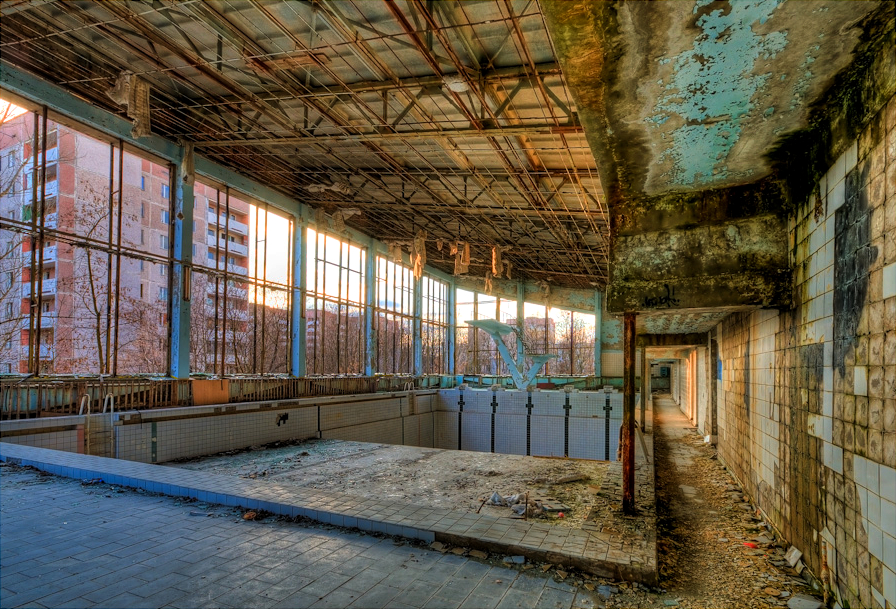
Badhuset, 2009.
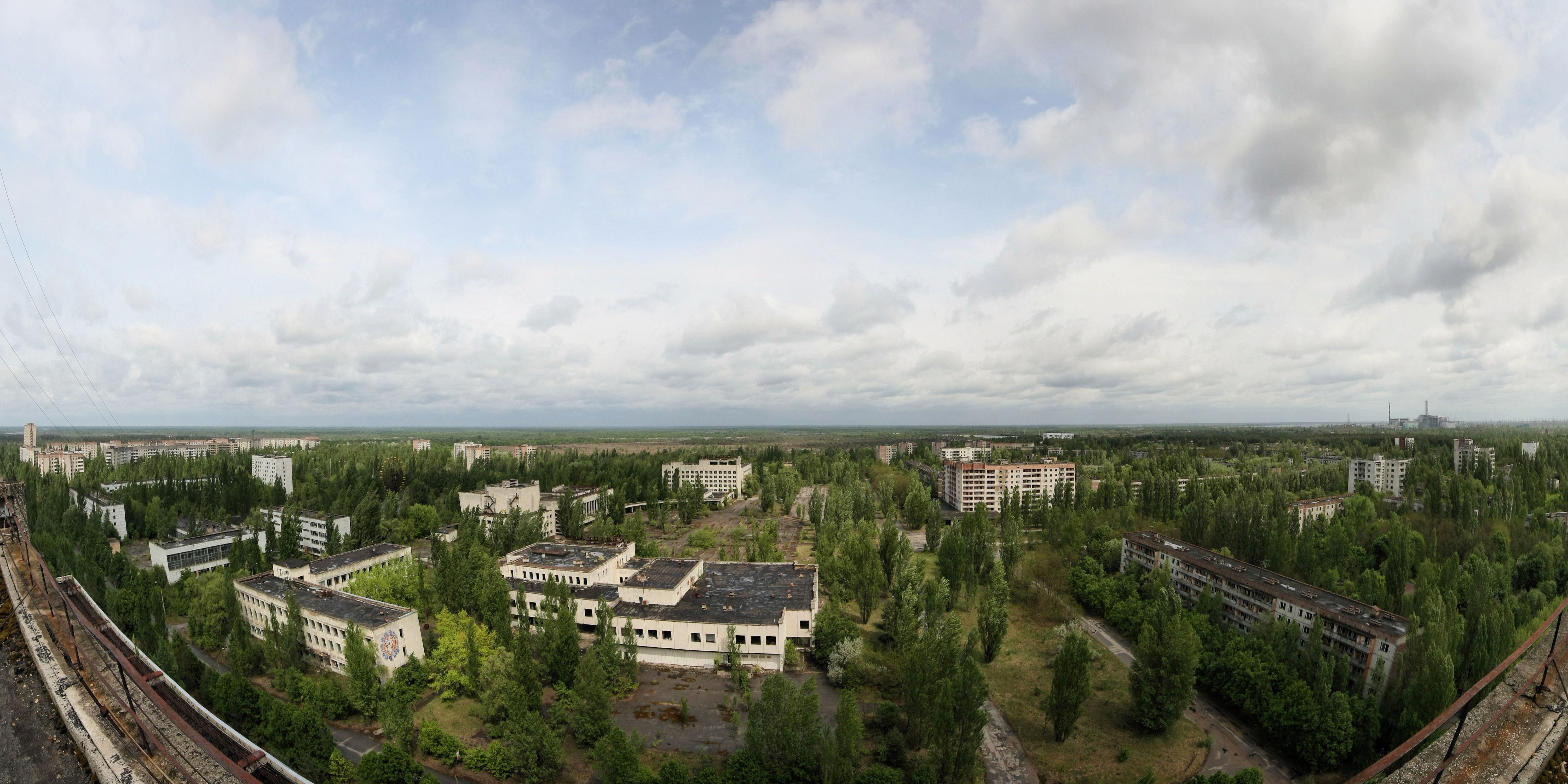
Panorama över Prypjat, 2009.